# MosqueMeToo
#MosqueMeToo — это преимущественно мусульманское женское движение, в котором паломницы рассказывают о сексуальном злоупотреблении, таком как нащупывания, неуместные прикосновения или трения в толпе, которым они подверглись во время хаджа, исламского паломничества в одно из самых святых мест ислама — Мекку в Саудовской Аравии. Движение распространилось среди мусульманских женщин, которые делятся опытом сексуального злоупотребления в том числе в других мусульманских религиозных центрах и святых местах по всему миру, таких как Джами-Масджид, Нью-Дели, Индия. Использование слов «Me Too» в движении происходит от движения Me Too, получившего мировую известность в октябре 2017 года.

## История
В феврале 2018 года пакистанская мусульманка поделилась в Facebook своим опытом сексуального злоупотребления во время хаджа. Впоследствии пост был удалён, но тем не менее его увидело достаточное количество людей, чтобы вдохновить больше женщин поделиться своим опытом.
Мона Эльтахави, египетско-американская журналистка, поделилась своим опытом сексуального злоупотребления во время хаджа в книге 1982 года, которую в феврале ретвитнули с использованием хэштега #MosqueMeToo. Во время хаджа она подумала: «Кто хочет говорить о половом преступлении в святом месте? Никто бы этому не поверил». Многие другие женщины пришли в социальные сети, используя хэштег #MosqueMeToo, чтобы также поделиться своим опытом сексуального злоупотребления во время этого религиозного паломничества.

## Критика
В социальных сетях некоторые люди отреагировали на это движение критически, заявив, что это инструмент исламофобии или западной пропаганды.